# Nymphes dansant avec des satyres
Nymphes dansant avec des satyres est le titre d'une série de huit nouvelles publiée par René Boylesve en 1913.

## Résumé
Divus Aretinus : Pierre Arétin et plusieurs de ses amis dont Le Titien, assistent depuis un balcon de Venise au passage d'une gondole sur un canal. Arétin veut absolument connaître l'identité de sa passagère, même au prix de l'assassinat de l'autre occupant, le fiancé. La jeune femme est enlevée et ramenée au domicile d'Arétin. Elle comprend peu à peu la réalité et, sous prétexte d'un jeu, fait sonder le canal. On y retrouve l'arme du crime, un petit poignard gravé au nom d'Arétin, qu'elle récupère, ainsi que le corps de son fiancé. Au moment où elle s'apprête à venger son fiancé en tentant de poignarder Arétin, celui-ci arrête son geste et elle tombe dans ses bras.
L'Adoration des mages : un philosophe grec accompagne un roi perse qui se rend en Galilée où l'on annonce la naissance du Messie ; en chemin, leur équipage rencontre la caravane d'un roi nègre. Lorsqu'ils arrivent devant le Messie, leur adoration mystique se transforme insensiblement en un attendrissement banal envers le nouveau-né, comme l'avait prédit le philosophe.
La Danseuse de Tanagre : Un sculpteur tombe amoureux d'une danseuse puis l'épouse. Il réalise d'elle une figurine en terre mais, peu à peu, reporte sur l'objet l'amour qu'il avait pour sa femme. Un sage, consulté par l'épouse délaissée, explique que cette déification des objets est sans remède, car elle est le propre de la nature humaine, et il approuve la jeune femme dans sa volonté de mourir, lui fournissant même le poison nécessaire.
Le Miracle du saint vaisseau : Joseph d'Arimathie, sur les accusations d'un Juif nommé Moïse, est condamné à l'enfermement perpétuel. Pourtant, quarante ans après, il est retrouvé vivant dans son cachot par Vespasien. Il a survécu grâce au soutien spirituel de Jésus, par la voix du Saint Calice qu'il avait conservé. Il organise alors une seconde Cène au cours de laquelle le rôle de Moïse lui est révélé.
Les Tablettes de Cythère : deux amants, sur une île déserte, semblent irrémédiablement liés l'un à l'autre. Pourtant, des barbares débarquant sur l'île, la jeune femme préfère les suivre quand ils repartent, pour le plaisir d'être admirée par plusieurs hommes.
Le Bon Jugement du tribunal des mœurs, à Venise : lorsqu'un jeune Vénitien, élevé chez les Turcs, revient à Venise, son comportement lui vaut d'être condamné pour homosexualité. Il est enfermé dans une cage suspendue au clocher de la basilique Saint-Marc, en recevant chaque nuit la visite d'une courtisane. Il meurt cent-quatre-vingt-trois jours après. L'interrogatoire de chacune des femmes l'ayant visité montre que, froid avec les premières, il s'est montré emprunté avec les suivantes, puis est devenu pressant, et enfin ardent au point que les soixante-trois dernières se sont battues pour obtenir ses faveurs.
Tabubu est une femme au corps superbe mais au visage perpétuellement voilé. Un homme en tombe amoureux mais elle se refuse à lui, lui demandant d'abord de lui aliéner tous ses biens, puis que ses enfants soient d'accord avec cette transaction, enfin exigeant qu'il les tue pour qu'ils ne puissent pas revenir sur leur parole. L'homme obtempère à chaque fois. Lorsque Tabubu retire enfin son voile, son visage horrible et repoussant apparaît, mais l'homme ne regrette rien.
Voyage de Candide avec Pangloss au vrai Eldorado : Candide et Pangloss se persuadent que le lieu où ils vivent n'est pas le vrai Eldorado. Ils partent à sa recherchent et arrivent dans un pays où chaque mauvaise action, chaque crime est excusé. Pour le sauvegarder, ils en minent le sol mais lorsque des ennemis l'assaillent, les habitants reprochent aux deux héros de vouloir le défendre par les armes. À la suite d'une explosion accidentelle des mines, le pays est détruit mais Candide et Pangloss, avant de mourir, sont convaincus d'avoir trouvé le vrai Eldorado.

## Analyse de l'œuvre
Contrairement à la très grande majorité de ses œuvres, René Boylesve ne s'inspire pas, dans Nymphes dansant avec des satyres, de la période contemporaine et aucun des personnages ne peut être assimilé à quelqu'un que Boylesve aurait personnellement connu. Les récits bibliques, la mythologie, l'histoire et d'autres œuvres littéraires lui ont fourni les sujets de ces nouvelles, écrites près de vingt ans avant leur publication et parues dans des revues comme La Revue hebdomadaire entre 1894 et 1897.
Henri Duvernois, dans une lettre adressée à René Boylesve peu de temps après la publication, salue l'œuvre comme d'une « forme d'une rare perfection » et d'une « pensée d'un tour ironique et original », alors même que Boylesve n'avait pas envisagé lors de leur écriture de les rassembler au sein d'un même volume.
Divus Aretinus renvoie à des thèmes également exploités à la même époque par Hugues Rebell, ami de Boylesve : une forme d'« irréligiosité » et la célébration de « l'amour-viol ». Le roman de Rebell La Nichina a manifestement servi de source d'inspiration à Boylesve.
Dans Les Tablettes de Cythère, Boylesve revient sur les relations compliquées qu'il entretient avec le sentiment amoureux.

## Éditions
- Nymphes dansant avec des satyres  (ill. Pierre Hepp), Paris, Dorbon aîné, coll. « Les Bibliophiles fantaisistes », 1913, 122 p.
- Nymphes dansant avec des satyres, Paris, Calmann-Lévy, 1920, 212 p., illustré par Sergueï Solomko et Émile-Henri Feltesse.

## Pour en savoir plus